# 拉斯多夫 (奥地利)
拉斯多夫（德語：Raasdorf）是奥地利下奥地利州根瑟恩多夫县的一个市镇。总面积13.21平方公里，总人口584人，人口密度44.2人/平方公里（2005年）。